# Hieracium brevipilum
Hieracium brevipilum ist eine Pflanzenart aus der Gattung der Habichtskräuter (Hieracium) innerhalb der Familie der Korbblütler (Asteraceae). Sie kommt nur in den US-Bundesstaaten Arizona und New Mexico vor.

## Beschreibung

### Vegetative Merkmale
Hieracium brevipilum ist eine ausdauernde krautige Pflanze, die Wuchshöhen von 25 bis 65 Zentimetern erreicht. Die aufrechten Stängel sind mit feinen 1 bis 3 Millimeter langen Haaren besetzt und haben eine drüsig und sternartig behaarte Basis.
An der Stängelbasis befinden sich drei bis sechs, gelegentlich auch mehr grundständige Laubblätter, während sich am Stängel ebenfalls drei bis sechs Laubblätter befinden. Die Blattspreite ist bei einer Länge von 3,5 bis 12 Zentimetern sowie einer Breite von 1 bis 1,8 Zentimetern verkehrt-lanzettlich bis lanzettlich mit keilförmiger bis gestutzter Spreitenbasis und abgerundeter oder spitz zulaufender Spreitenspitze. Die Spreitenränder sind ganzrandig. Sowohl die Blattunterseite als auch die Blattoberseite sind mit 0,5 bis 1,5 Millimeter langen, feinen Haare besetzt, können aber auch kahl sein.

### Generative Merkmale
Die Blütezeit liegt im August. Der rispenartige Gesamtblütenstand enthält meist sechs bis zehn, gelegentlich auch mehr körbchenförmige Teilblütenstände. Der Blütenstandsschaft ist drüsig behaart. Das bei einem Durchmesser von 1 bis 1,1 Zentimetern glockenförmige bis zylindrische Involucrum enthält 9 bis 13 an der Unterseite drüsig behaarte Hüllblätter. Die Blütenkörbchen enthalten 15 bis 25 Zungenblüten. Die gelblich weißen Zungenblüten sind etwa 0,8 Zentimeter lang.
Die Achänen sind bei einer Länge von 5 bis 6 Millimetern krugförmig. Der Pappus besteht aus 50 bis 60 weißen bis strohfarbenen Borstenhaaren.

## Vorkommen
Hieracium brevipilum kommt nur in den US-Bundesstaaten Arizona und New Mexico vor.
Sie gedeiht in Höhenlagen von 2300 bis 3000 Metern in Kiefernwäldern.

## Taxonomie
Die Erstbeschreibung als Hieracium brevipilum erfolgte 1882 durch Edward Lee Greene in Bulletin of the Torrey Botanical Club, Band 9, Nummer 5, Seite 64. Ein Synonym für Hieracium brevipilum Greene ist Hieracium fendleri var. mogollense A.Gray.